# Bauchdeckenstraffung

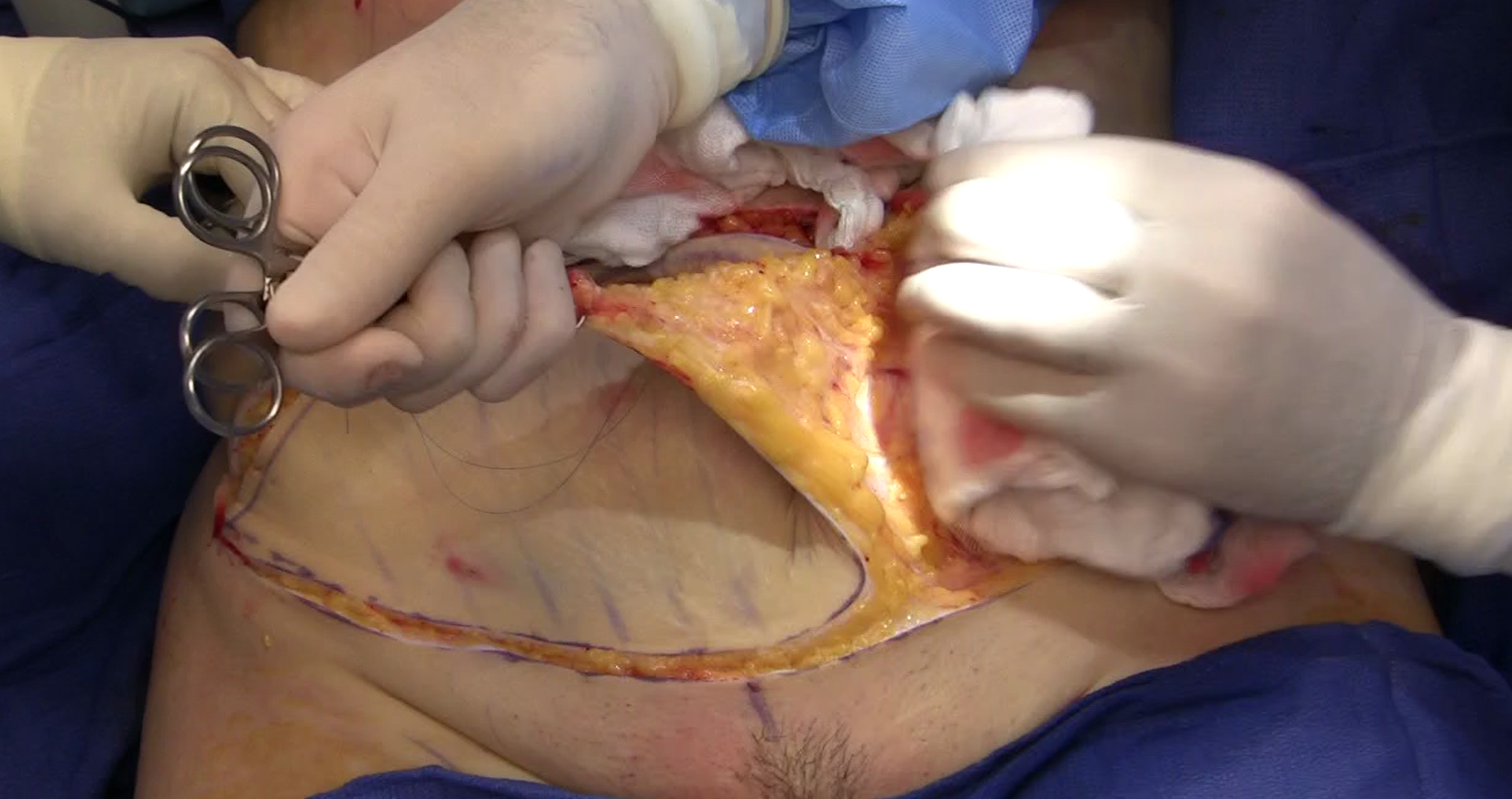
Eine Bauchdeckenstraffung bei einer 40-jährigen Patientin

Die Bauchdeckenstraffung (auch Bauchdeckenplastik oder Abdominoplastik) ist eine Operation der Plastischen Chirurgie zur Straffung der Bauchdecke, wobei überschüssige Haut und Fettgewebe entfernt werden. Der Eingriff kann auch mit einer Fettabsaugung kombiniert werden (Lipoabdominoplastik). Die Indikation zum Einsatz der Bauchdeckenplastik ist oft bei Menschen mit einer Fettschürze (Hängebauch, etwa nach wiederholten Schwangerschaften wie bereits im 19. Jahrhundert wissenschaftlich erkannt war) und als Hernioplastik bei übergroßer Bruchpforte (einschließlich Rektusdiastase) gegeben.
Eine Bauchdeckenstraffung wird dann vorgenommen, wenn ein Hautüberschuss im Bauchbereich („Hängebauch“)  besteht. Dieser ist häufig das Resultat eines großen Gewichtsverlustes. Die Patienten haben bereits mehrere Kilogramm abgenommen. Durch eine Bauchdeckenstraffung wird die Optik des Bauches dem neuen Gewicht angepasst. Dieser Eingriff dient nicht der Fettreduktion, das Gewicht sollte vorher durch eine Diät verringert werden, kann aber ggf. durch eine Fettabsaugung ergänzt werden.

## Methoden
Vor der OP werden vom Operateur die überschüssigen Haut- und Fettareale vermessen und eingezeichnet. Die Hautschnitte sollen so geführt werden, dass sie eine unauffällige Narbenbildung gewährleisten. Überschüssige Hautareale werden zusammen mit dem darunter liegenden Fettgewebe entfernt. Hierzu macht der Chirurg einen wellenförmigen Schnitt (W-Schnitt), der oberhalb der Schamhaargrenze beginnt und an den Beckenknochen entlang bis zu deren Ende verläuft.
Der zweite Hautschnitt wird um den Bauchnabel gesetzt, um diesen von der Bauchhaut abzulösen. Der geöffnete Bauchlappen kann bis zum Rippenbogen angehoben werden. Gegebenenfalls wird zusätzlich die erschlaffte Bauchmuskulatur gestrafft. Der gelöste Hautlappen wieder nach unten geklappt und dann gestrafft. Mit exakten Nähten werden die offenen Wundränder geschlossen, durch einen Schnitt wird der Bauchnabel neu positioniert. Die OP wird durch das Anlegen kleiner Drainageröhrchen, über die überschüssige Gewebeflüssigkeit und kleine Blutmengen nach außen abgeleitet werden können, beendet. Diese Schläuche werden nach ca. ein bis zwei Tagen entfernt. Eine Kompressionsbandage wird noch im OP angelegt.
Eine erschlaffte Bauchdecke mit überflüssiger Haut kann auch das Resultat einer Rektusdiastase sein. Wenn dieser Fall vorliegt oder es nur um die Straffung der Bauchmuskulatur geht, kann der Eingriff auch endoskopisch durchgeführt werden. Bei dieser inneren Bauchdeckenstraffung wird dann nicht die komplette Haut angehoben und auch der Nabel kann in seiner ursprünglichen Position verbleiben.

## Medizinische Risiken
Die relativ großen Wundflächen, die bei dieser Operation unvermeidlich sind, können als sehr belastend empfunden werden. Zu den möglichen Komplikationen zählen zudem unschöne Narbenbildung, Dellen und Asymmetrien, Durchblutungsstörungen im Bereich des Bauchnabels und der Bauchhaut darunter sowie die allgemeinen Operationsrisiken wie Thrombosen mit nachfolgender Lungenembolie und bakterielle Infektionen. In jedem Fall ist angeraten, die Operation nur bei einem ausgebildeten plastischen Chirurgen durchführen zu lassen. In der Regel sind dies nur „Fachärzte für Plastische Chirurgie“ bzw. „Fachärzte für Plastische und Ästhetische Chirurgie“.